# Canchungo
Canchungo é uma cidade localizada no oeste da região de Cacheu na Guiné-Bissau a cerca de 79 quilómetros de Bissau.

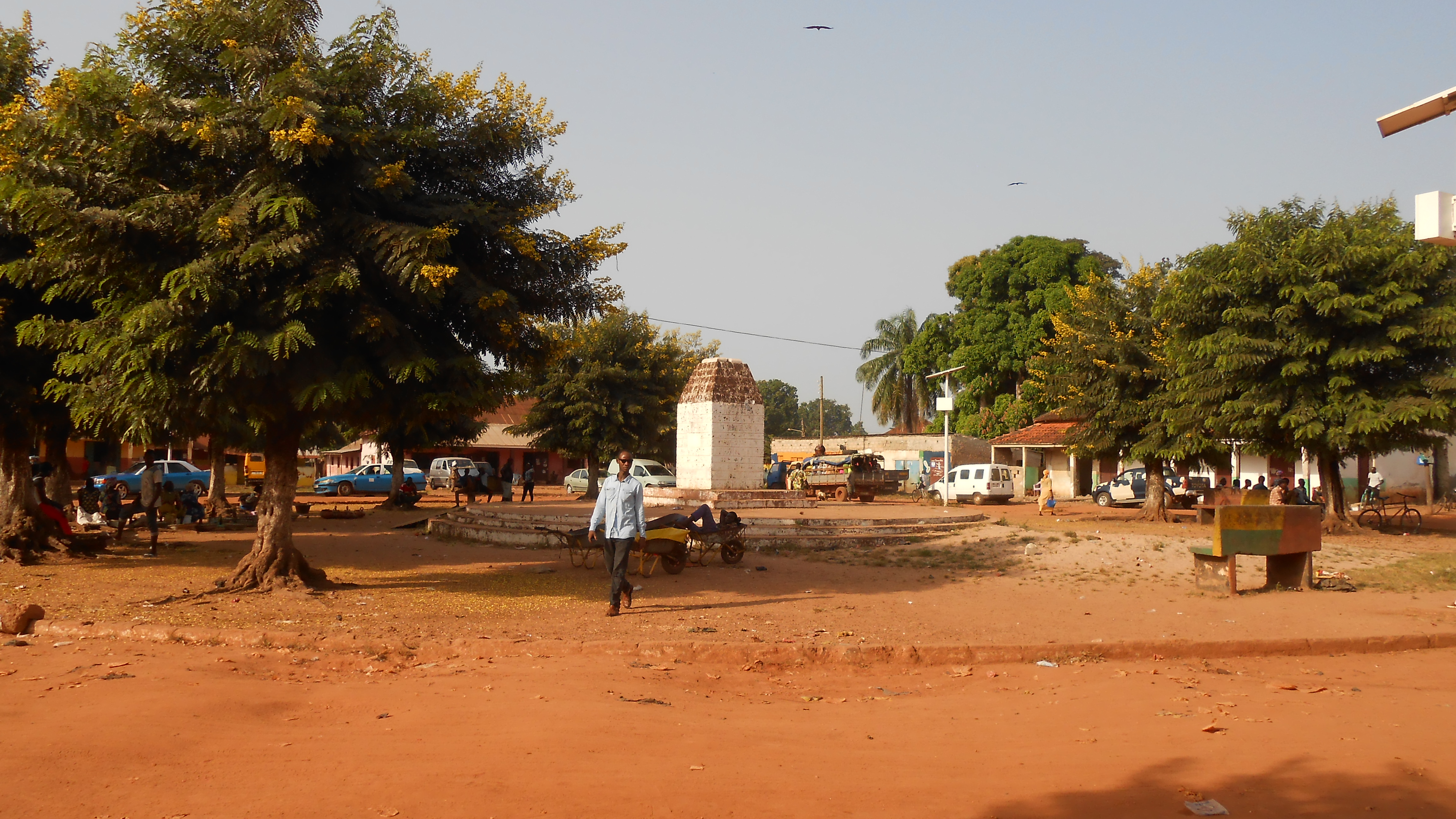
Praça no centro de Canchungo

Tem uma população de 11.600 habitantes (INE, RGPH-2009) residentes na vila de Cidade, dos quais 5.801 homens e 5.799 mulheres.
Ainda em 1947 a então vila ainda mantinha o nome de Canchungo.  Por portaria de 18 de Julho de 1948 passou a ser designada de vila de Teixeira Pinto, em homenagem ao militar colonialista português João Teixeira Pinto, retornando ao nome original após a independência.
Possui actualmente o Liceu Regional Hô Chi Minh.

## Economia
A economia local assenta na produção de cerâmicas, tecidos manjacos e cestas.

## Património
- Depósito de água de 1946
- Escola primária de 1947
- Igreja que contém no seu interior painéis de azulejos originários da Fábrica de Loiça de Sacavém de 1943
- Antigo Cinema Canchungo
- Casa do Comité de Sector
- Antiga Casa do Governador

## Equipamentos sociais
- Tribunal Sectorial de Cachungo - inaugurado em Junho de 2016, foi construído com o apoio do PNUD.